# Inner Circle
Inner Circle ist eine Reggae-Band aus Jamaika. Obwohl bereits in den 1970ern aktiv, stellte sich der wirkliche Erfolg erst in den 1990ern mit den Top-10-Hits Bad Boys (Theme-Song der Fernsehserie COPS) und Sweat (A La La La La Long) ein.

## Geschichte

### Erste Phase (1968–1983)
Inner Circle wurde 1968 von den Brüdern Ian und Roger Lewis, auch „The Fatman Riddim Section“ genannt, in Jamaika gegründet. Man coverte anfangs in erster Linie Soul- und R&B-Hits aus den USA, daneben auch einige Reggae-Songs, hauptsächlich von Bob Marley.
Unter dem Label Trojan Records nahm die Band ab 1974 ihre ersten Alben auf. Der erste Erfolg kam ab 1976, als Jacob Miller Mitglied der Gruppe wurde. Miller war zu diesem Zeitpunkt bereits als Sänger bekannt und war außerdem ein bekannter Vertreter der Rastafari-Bewegung. Mit ihm konnte man einen US-Deal bei Capitol Records erreichen, wo die beiden erfolgreichen Alben Reggae Thing (1976) und Ready for the World (1977) erschienen. Außerdem nahm die Band ein Stück mit der Disco-Band KC & the Sunshine Band auf.
Mit Miller traten sie auf dem One Love Peace Concert im Kingston National Stadium in Kingston auf, zusammen mit unter anderem Bob Marley, Peter Tosh und Dennis Brown. Der Dokumentarfilm Heartland Reggae machte die Band einem internationalen Publikum bekannt. 1979 wechselte sie zu Island Records, wo das international erfolgreiche Album Everything Is Great entstand.
Die Band tritt auch in dem Reggae-Kultfilm Rockers von 1978 in Erscheinung, als der Protagonist „Horsemouth“ bei ihr das Schlagzeug spielen soll.
Nach dem unerwarteten Unfalltod von Jacob Miller im Alter von nur 27 Jahren am 23. März 1980 fiel Inner Circle auseinander; 1982 erschien noch das Album Something So Good.

### Zweite Phase (seit 1983)
1986 gründeten Ian und Roger Lewis sowie Bernard „Touter“ Harvey Inner Circle neu mit dem Sänger Calton Coffie und dem neuen Drummer Lancelot Hall.
Die Band erlebte ein Comeback mit dem Album Black Roses.
1987 brachte Inner Circle die Originalversion des Songs Bad Boys heraus, welcher auch der Soundtrack für die US-Serie Cops ist. Dieser blieb jedoch zunächst unbeachtet.
Einen weltweiten großen Erfolg hatten sie außerdem mit dem 1992 erschienenen Song Sweat (A La La La La Long). Dieser war allein in Deutschland drei Monate auf Platz 1 der Charts. Im Zuge dessen wurde Bad Boys erneut als Single ausgekoppelt. Die Single verkaufte sich alleine in den USA 1993 600.000 mal und war in mehreren Ländern in Asien, Europa und Südamerika sowie in Neuseeland Nummer 1 der Charts. Die Band nannte sich in Anspielung darauf „The Bad Boys of Reggae“.
1994 erhielt Inner Circle einen Grammy Award in der Kategorie bestes Reggae-Album für sein Album Bad Boys. 1995 war die Gruppe nochmals nominiert für ihr Album Reggae Dancer, der darauf enthaltene Song Summer Jammin wurde zum Soundtrack für Eddie Murphys Film Beverly Hills Cop 3. 1995 wurde Inner Circles Song Bad Boys erneut zum Hit, als eine Hip-Hop-Version in Zusammenarbeit mit dem Rapper Tek für den gleichnamigen Film Bad Boys – Harte Jungs mit Will Smith und Martin Lawrence herauskam.
Lead-Sänger Calton Coffie erkrankte 1995 für längere Zeit. An seine Stelle trat der jetzige Sänger Kris Bentley, ehemaliger Leadsänger der populären jamaikanischen Band Skool und Gewinner des Caribbean Music Song Festival 1994. Nach seiner Genesung entschloss sich Coffie, nicht zur Band zurückzukehren, sondern stattdessen eine Solokarriere zu starten.
In den Jahren 1997 bis 2000 konzentrierten sich Inner Circle auf Tourneen und spielten in allen Teilen der Welt. Auf ihrem Album Big Tings, das im Jahr 2000 erschienen ist, arbeiteten sie u. a. mit Beenie Man, Luciano, Anthony B und Mr. Vegas zusammen. Blood a Run, ein Lied gegen den Krieg, wurde mit Junior Reid aufgenommen.
Das bislang letzte Album Blazzin’ Fire ist 2010 erschienen.

## Circlehouse Studio
Das Circlehouse Studio wurde 1995 in Miami, Florida errichtet. Es war anfangs nur für den Eigenbedarf von Inner Circle gedacht, wird heute jedoch auch von anderen Hip-Hop- und Reggae-Musikern wie P. Diddy, Pitbull, Trick Daddy, 50 Cent genutzt. Stephen und Damian Marley sowie Inner Circle besitzen eigene Räume im Circlehouse Studio. Neben Lourdes Hersh, dem Manager von Inner Circle, leitet der älteste Sohn von Ian Lewis, Abebe Lewis, das eigene Label Soundbwoy Entertainment.

## Diskografie

### Studioalben
- 1971: Hard & Heavy (Jaguar)
- 1974: Rock the Boat (Trojan Records)
- 1974: Blame It on the Sun (Trojan Records)
- 1976: Reggae Thing (Capitol Records)
- 1977: Ready for the World (Capitol Records)
- 1978: Killer Dub (Top Ranking Sound)
- 1979: Everything Is Great (Island Records)
- 1980: New Age Music (Island Records)
- 1982: Something So Good (Carrere)
- 1987: One Way (real Authentic Sound)
- 1989: Identified (Vision Records)
- 1990: Black Roses (WEA)
- 1992: Bad to the Bone (WEA)
- 1994: Reggae Dancer (WEA)
- 1996: Da Bomb (WEA)
- 1998: Jamaika Me Crazy (WEA)
- 1998: Speak My Language (Republic Records)
- 1999: Montego Bay (EastWest)
- 2000: Jah Jah People (Dressed to Kill)
- 2000: Big Tings (VP Records)
- 2000: Reggae Man (EastWest)
- 2001: Barefoot in Negril (EastWest)
- 2002: Log On (EastWest)
- 2009: State of the World (Shanachie)
- 2010: Blazzin’ Fire (DubShot Records)

### Livealben
- 1993: Inner Ridim – Live in Europe 1993 (Rare Recording Collection)
- 1999: Forward Jah-Jah People (Highlights from the 9th Cartagena Festival 1990) (Charly Holdings Inc.)

### Kompilationen
- 1977: Barry Biggs and The Inner Circle  (Trojan Records)
- 1984: Reggae Greats (Island Records)
- 1992: Jacob Miller & The Inner Circle Band & Augustus Pablo (Lagoon)
- 1992: The Best of Inner Circle Featuring Jacob Miller (Mango)
- 1993: The Best of Inner Circle – The Capitol Years 1976–1977 (Capitol Records)
- 1993: The Best of Inner Circle (Trojan Records)
- 1993: The Best of Inner Circle (CEMA)
- 1995: Wanted More (TDK Records)
- 1996: Bets Tracks 20 (Trojan Records)
- 1997: Greatest Hits (Metronome)
- 1999: Heavyweight Dub / Killer Dub (mit Fatman Riddim Section, Blood & Fire)
- 1999: It’s Da Best (EastWest)
- 2000: The Best of Inner Circle with Jacob Miller  (Music Club)
- 2001: Essential Inner Circle (EMI Plus)
- 2002: Kool Operator (Circle Sounds)
- 2004: Forward Jah Jah Children (Trojan Records)
- 2004: Sweat A La La La La Long - The Best of Inner Circle (WEA)
- 2004: This Is Crucial Reggae (Sanctuary Records)
- 2005: Mixed Up Moods (Jacob Miller with the Inner Circle Band, Absord Music)
- 2014: Everything Is Great – The Best of Inner Circle (Fortune)

### Singles
- 1971: Red Cherry (Split-Single mit Dennis Alcapone)
- 1971: Common People (Split-Single mit Eric Donaldson)
- 1971: Music for Lovers (Split-Single mit Pat Sachmo)
- 1971: Eleanor Rigby
- 1972: I See You (feat. Funky Brown)
- 1972: Mammy Blue
- 1973: Sound the Timbrel (Split-Single mit The Stingers)
- 1973: Dog and Bone
- 1973: Olivia
- 1974: You Make Me Feel Brand New
- 1974: Reggay Train (T.S.O.P)
- 1974: Duppy Gunman
- 1974: Can You Handle It?
- 1974: Rock the Boat
- 1975: Shakedown (mit Auqustus Pablo)
- 1975: Brighter Side of Life (mit Everet Dyce)
- 1975: Your Kiss Is Sweet
- 1975: Road Block
- 1976: Tired to Lick Weed in a Bush
- 1976: All Night Till Daylight
- 1976: Jah Music
- 1976: I’m a Rastaman
- 1977: Great American Dream
- 1977: Music Is for Everyone
- 1978: Take Five
- 1978: Ghetto on Fire
- 1978: Forward Ever
- 1979: Everything Is Great
- 1979: Stop Breaking My Heart
- 1979: We ’A’ Rockers
- 1979: Music Machine
- 1979: Mary Mary
- 1980: We Come to Rock You
- 1980: Summer in the City
- 1980: New Age Music
- 1980: Carry That Weight
- 1980: Delilah
- 1980: Discipline Child
- 1981: 80,000 Careless Ethiopians (Split-Single mit Shorty the President)
- 1982: Something So Good
- 1983: One Way
- 1984: Free South Africa
- 1986: Groovin’ in Love
- 1986: Reggae Beat Box
- 1986: Massive Girl
- 1986: Computer Style
- 1987: Never Can Say Goodbye
- 1987: One Way
- 1989: Bad Boys
- 1989: Black & White
- 1991: Black Roses
- 1992: Bad to the Bone (Remixes)
- 1992: Rock with You (Remixes)
- 1992: Sweat (A La La La La Long)
- 1993: Wrapped Up in Your Love
- 1993: Stop Breaking My Heart
- 1993: Bad Boys (New Version)
- 1994: Games People Play
- 1994: Summer Jammin’
- 1994: Hit and Run (feat. Sandy Reed)
- 1995: Whip It (With My Love)
- 1996: I Think I Love You
- 1996: Not About Romance
- 1997: Tell Me (Something Good)
- 1997: Tell Me (What You Want Me to Do)
- 1998: Ob-La-Di, Ob-La-Da
- 2001: I Spy (feat. JT Money)
- 2002: Kool Operator (feat. Buju Banton)
- 2004: Sweat (A La La La La Long) 2004 (feat. Lady Saw)
- 2004: Forward Jah Jah Children / The Big Rip Off (Split-Single mit Augustus Pablo & King Tubby)
- 2004: Girls Wild All over the World (feat. Red Rat)
- 2005: Don’t Quit (Split-Single mit Alcatratz)
- 2005: One Day Christian (Split-Single mit Land Lord)
- 2006: Smoke Gets in My Eyes (feat. Stephen Marley & Damian Marley & Néjo)
- 2007: Blood a Run (feat. Junior Reid)
- 2007: Too Much Gun Ting (feat. Munga Honorable)

## Auszeichnungen für Musikverkäufe
| Goldene Schallplatte - Brasilien - 1996: für das Album Reggae Dancer - Japan - 1994: für das Album Reggae Dancer - 1995: für das Album Bad Boys - 1997: für das Album Greatest Hits - 1998: für das Album Jamaika Me Crazy - Neuseeland - 1994: für das Album Bad to the Bone - 1994: für die Single Bad Boys - 1995: für die Single Games People Play - 1997: für die Single Da Bomb - 1998: für das Album Greatest Hits - Niederlande - 1992: für die Single Sweat (A La La La La Long) - Spanien - 2024: für die Single Sweat (A La La La La Long) | Platin-Schallplatte - Kanada - 1993: für das Album Bad to the Bone 2× Platin-Schallplatte - Australien - 1993: für die Single Sweat (A La La La La Long) - Neuseeland - 2023: für die Single Sweat (A La La La La Long) |

Anmerkung: Auszeichnungen in Ländern aus den Charttabellen bzw. Chartboxen sind in ebendiesen zu finden.
| Land/RegionAuszeichnungen für Musikverkäufe (Land/Region, Auszeichnungen, Verkäufe, Quellen) | Silber  | Gold       | Platin     | Verkäufe  | Quellen                       |
| -------------------------------------------------------------------------------------------- | ------- | ---------- | ---------- | --------- | ----------------------------- |
| Australien (ARIA)                                                                            | —       | —          | 2× Platin2 | 140.000   | aria.com.au                   |
| Brasilien (PMB)                                                                              | —       | Gold1      | —          | 100.000   | pro-musicabr.org.br           |
| Deutschland (BVMI)                                                                           | —       | Gold1      | Platin1    | 750.000   | musikindustrie.de             |
| Japan (RIAJ)                                                                                 | —       | 4× Gold4   | —          | 400.000   | riaj.or.jp                    |
| Kanada (MC)                                                                                  | —       | —          | Platin1    | 100.000   | musiccanada.com               |
| Neuseeland (RMNZ)                                                                            | —       | 5× Gold5   | 2× Platin2 | 90.000    | aotearoamusiccharts.co.nz NZ2 |
| Niederlande (NVPI)                                                                           | —       | Gold1      | —          | 50.000    | nvpi.nl                       |
| Österreich (IFPI)                                                                            | —       | 2× Gold2   | —          | 50.000    | ifpi.at                       |
| Schweiz (IFPI)                                                                               | —       | —          | Platin1    | 50.000    | hitparade.ch                  |
| Spanien (Promusicae)                                                                         | —       | Gold1      | —          | 30.000    | elportaldemusica.es           |
| Vereinigte Staaten (RIAA)                                                                    | —       | 2× Gold2   | Platin1    | 2.000.000 | riaa.com                      |
| Vereinigtes Königreich (BPI)                                                                 | Silber1 | Gold1      | —          | 600.000   | bpi.co.uk                     |
| Insgesamt                                                                                    | Silber1 | 18× Gold18 | 8× Platin8 |           |                               |

## Filmografie
- Every Nigger Is a Star, Regie: Calvin Lockhart, Jamaika 1974. (Inner Circle sind sie selbst.)
- Rockers, Regie: Ted Bafaloukos, Jamaika 1978. (Inner Circle treten darin mit Jacob Miller am Mikrofon und Leroy Wallace am Schlagzeug auf.)